# Kikugawa, Shizuoka
Kikugawa (菊川市 (Cúc Xuyên thị) Kikugawa-shi) là một thành phố thuộc tỉnh Shizuoka, Nhật Bản.